# Manor Racing
A Manor Grand Prix Racing Limited, comercializada como Manor Racing MRT ou Pertamina Manor Racing MRT, foi uma equipe britânica de automobilismo que disputou a Fórmula 1 e que era baseada em Banbury, Oxfordshire, no Reino Unido. A equipe foi operado pela Manor Motorsport, inicialmente a equipe começou a correr em 2010 sob o nome "Virgin Racing"; no ano seguinte a Virgin adotou a Marussia como patrocinador do título da equipe e se tornou "Marussia Virgin Racing", até ser totalmente rebatizada como "Marussia F1 Team" para a temporada de 2012.
Em 19 de janeiro de 2015, os administradores da Marussia anunciaram que o leilão de seus carros e bens tinham sido cancelado, de modo a permitir uma possível venda. A equipe saiu da administração legal em 19 de fevereiro de 2015, e foi restabelecida como "Manor Marussia F1 Team" depois de novos investimentos ser garantidos para salvar a equipe. O ex-diretor Justin King foi alegadamente apoiante principal da equipe. A equipe Marussia manteve o seu nome de construtor durante toda a temporada de 2015, também adotando uma licença britânica. Em 19 de janeiro de 2016, a equipe anunciou que foi renomeada para "Manor Racing". A equipe competia com o nome de construtor de MRT, acrônimo para Manor Racing Team. Para a temporada de 2016, a Manor usou unidades de potência Mercedes.
Em 6 de janeiro de 2017, a empresa que operava a equipe, a Just Racing Services, foi colocada em administração judicial e, em 27 de janeiro do mesmo ano, a Manor Racing encerrou suas atividades, se retirando assim da Fórmula 1.

## História

### Formação
Em 2009, a Manor Grand Prix conseguiu uma entrada para participar da Fórmula 1 a partir da temporada de 2010, como um tie-up entre a equipe de corrida júnior de sucesso a Manor Motorsport e a Wirth Research. Antes do final daquele ano, esta equipe se tornou conhecida como Virgin Racing, depois de Richard Branson da Virgin Group que tinha comprado os direitos do título de patrocínio. A Marussia era uma das parceiras da equipe para a sua temporada de estreia, onde terminou em décimo segundo e último lugar no campeonato de construtores. Em 11 de novembro de 2010, foi anunciada a compra da maior parte das ações da equipe pela montadora russa Marussia Motors, e a equipe passou a se chamar então "Marussia Virgin Racing" a partir da temporada de 2011. Após um começo decepcionante na temporada de 2011, a equipe demitiu a Wirth Research e entrou em uma parceria com a McLaren Applied Technologies para a partir da temporada de 2012. Com isso veio uma deslocamento da base original em Dinnington, para as antigas instalações da Wirth em Banbury na Grã-Bretanha. Enquanto isso, a equipe voltou a terminar na parte de baixo do campeonato de construtores daquele ano. Em novembro de 2011, pediu autorização para a comissão da Fórmula 1 alterar formalmente o seu nome de construtor para a temporada de 2012 de Virgin para Marussia, para refletir sua nova propriedade. A permissão foi concedida antes de ser formalmente ratificada em uma reunião do Conselho Mundial de Automobilismo da FIA.
Em 7 de outubro de 2014, a equipe entrou com um aviso na Alta Corte de Londres com a intenção de entrar em administração legal. O administrador nomeado fez um comunicado oficial em 27 de outubro de 2014 e a equipe ainda foi incluída na lista de inscritos provisória da Federação Internacional de Automobilismo (FIA) para a temporada de Fórmula 1 de 2015, mas como "Manor F1 Team". Em 7 de novembro de 2014, no entanto, o administrador anunciou que a equipe tinha deixado de operar.
Após o encerramento da temporada de 2014, um grupo de investidores seguiu insistindo em trazer a equipe para o grid em 2015. Em fevereiro a equipe saiu da administração judicial e passou para o controle da Manor Motorsport que a renomeou para "Manor Marussia F1 Team", a equipe mesmo sem nenhuma ligação com os antigos donos da Marussia, manteve o nome para poder receber o dinheiro da premiação da temporada de 2014. O nono lugar de Jules Bianchi no Grande Prêmio de Mônaco garantiu à equipe a nona colocação da disputa do mundial de construtores, o que lhe rendeu 30 milhões de euros para serem usados na temporada de 2015.
Após a temporada de 2015, a Manor Marussia F1 Team, mudou oficialmente seu nome para Manor Racing.

### 2016

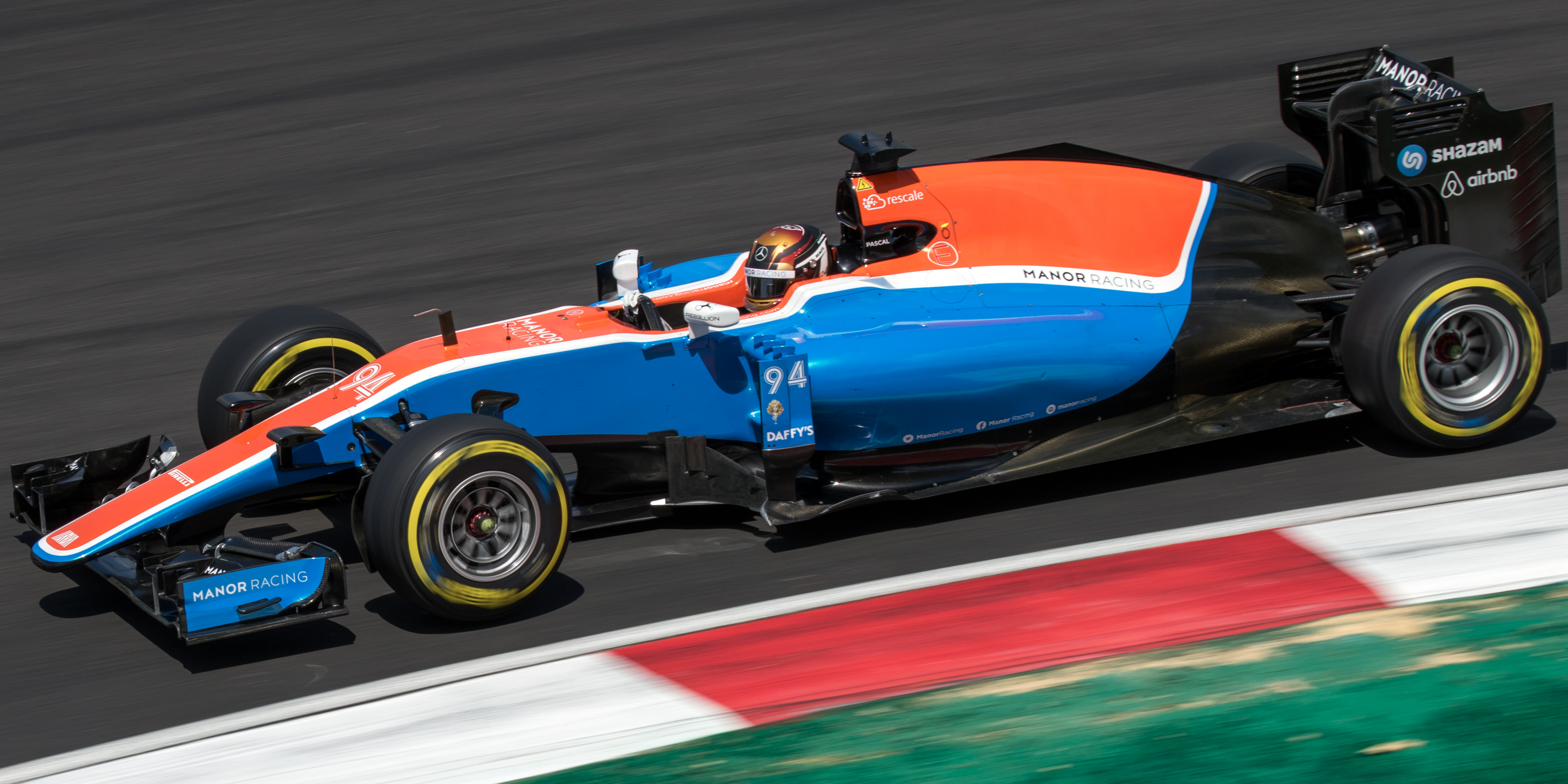
Pascal Wehrlein pilotando o Manor MRT05 no Grande Prêmio da Malásia.

Em 15 de janeiro de 2016, a equipe nomeou o ex-projetista chefe da Ferrari Nicholas Tombazis, como seu chefe de aerodinâmica, com efeito imediato. Em 25 de janeiro, Pat Fry, que também trabalhou anteriormente para a Ferrari, foi nomeado como consultor de engenharia da Manor.
Em fevereiro de 2016, a Manor confirmou o campeão da DTM de 2015 e piloto  júnior da Mercedes Pascal Wehrlein e o piloto indonésio Rio Haryanto para correr na equipe em 2016.
Em 22 de fevereiro de 2016, a Manor lançou seu novo carro no primeiro dia de teste da pré-temporada. A equipe passou por uma reestruturação completa sob a posse de Stephen Fitzpatrick. Além da mudança de nome, as cores do time mudaram para laranja, branco e azul.
Durante a primeira corrida da temporada o piloto Rio Haryanto abandonou, enquanto Pascal Wehrlein terminou na décima sexta posição.
Já o dia 3 de julho de 2016, foi histórico tanto para a Manor quanto para Pascal Wehrlein. Após o piloto alemão largar do meio do pelotão, ele conseguiu terminar a corrida na zona de pontos, em décimo.
O bom desempenho já começou na classificação do sábado. Em performance excepcional, ele chegou ao Q2 em Spielberg, anotando a marca de 1min07s700 e conquistando o 12º lugar no grid.
Satisfeito, o piloto explicou que a segunda passagem pelos boxes o deixou preocupado, mas exaltou a conquista de um ponto para a classificação. "Tivemos um pouco de falta de sorte com nossa segunda parada", avaliou.
"Fomos aos boxes um pouco mais cedo que os outros pilotos, e quando voltávamos para a pista o safety-car também foi necessário, o que significava que eu estava uma volta atrás e em último. Terminar a corrida nos pontos desta posição foi incrível", completou.
No entanto, o alemão quase recebeu uma punição antes mesmo da largada. Com Felipe Massa largando do pitlane, ele acabou alinhando na vaga do brasileiro no grid, a décima posição. Sobre o caso, Wehrlein afirmou que "quase estragou tudo".

## O fim da equipe
O fato de ter perdido o décimo lugar no Mundial de Construtores significou um duro golpe para a Manor, resultando na colocação da empresa que operava a equipe, a Just Racing Services, em administração judicial em 6 de janeiro de 2017. Os funcionários da equipe foram mantidos até o final do mês de janeiro, na esperança que um comprador poderia ser encontrado na última hora para garantir a sua participação na temporada seguinte.
Porém, apesar dos administradores terem entrado em conversações com vários potenciais compradores, nenhum acordo foi alcançado e, em 27 de janeiro de 2017, a Just Racing Services encerrou suas atividades. Com isso, a Manor fechou as portas antes do início da temporada de 2017.

## Resultados
(legenda) (resultados em negrito indicam pole position; resultados em itálico indicam volta mais rápida)
| Ano  | Chassis | Motor                           | Pneus | Pilotos         | 1   | 2   | 3   | 4   | 5   | 6   | 7   | 8   | 9   | 10  | 11  | 12  | 13  | 14  | 15  | 16  | 17  | 18  | 19  | 20  | 21  | Pontos | Class. |
| ---- | ------- | ------------------------------- | ----- | --------------- | --- | --- | --- | --- | --- | --- | --- | --- | --- | --- | --- | --- | --- | --- | --- | --- | --- | --- | --- | --- | --- | ------ | ------ |
| 2016 | MRT05   | Mercedes PU106C Hybrid 1.6 V6 t | P     |                 | AUS | BAR | CHN | RUS | ESP | MON | CAN | EUR | AUT | GBR | HUN | ALE | BEL | ITA | SIN | MAL | JAP | EUA | MEX | BRA | EAU | 1      | 11°    |
| 2016 | MRT05   | Mercedes PU106C Hybrid 1.6 V6 t | P     | Rio Haryanto    | Ret | 17  | 21  | Ret | 17  | 15  | 19  | 18  | 16  | Ret | 21  | 20  |     |     |     |     |     |     |     |     |     | 1      | 11°    |
| 2016 | MRT05   | Mercedes PU106C Hybrid 1.6 V6 t | P     | Esteban Ocon    |     |     |     |     |     |     |     |     |     |     |     |     | 16  | 18  | 18  | 16  | 21  | 18  | 21  | 12  | 13  | 1      | 11°    |
| 2016 | MRT05   | Mercedes PU106C Hybrid 1.6 V6 t | P     | Pascal Wehrlein | 16  | 13  | 18  | 18  | 16  | 14  | 17  | Ret | 10  | Ret | 19  | 17  | Ret | Ret | 16  | 15  | 22  | 17  | Ret | 15  | 14  | 1      | 11°    |